# Eurogamer
Eurogamer（ユーロゲーマー）は、コンピュータゲームのニュース、レビュー等に焦点を当てたウェブサイトおよびYouTubeチャンネル。Eurogamerはイースト・サセックスのブライトンに本社を置くGamer Network Ltd.が運営している。Gamer Network Ltd.は1999年に当時高校生だったルパートとニックのローマン兄弟によって設立された。
Gamer Networkは、サイトがヨーロッパの独立系ビデオゲームサイトの中で最大の読者数（2011年11月にユニークユーザー数570万人以上）を誇っており 、トラフィックをABC Electronicシステムによる独立した検証に供する最初のサイトであると述べている。このサイトは、主に英国とアイルランドのユーザー向けに提供されているが、Gamer Networkは、Eurogamerブランドを使用してヨーロッパの他の国々を対象とした他のサイトを運営している。
日本または北米/NTSCリリースとの時間的な格差により、それらを使用してレビューを書くようなものでない限り、レビューのほとんどはゲームの欧州版またはPAL版である。 2015年2月、Eurogamerは、ユーザーが点数のみで判断することを危惧したなどの理由で10点満点の採点システムを廃止し、「Essential（優）」「Recommended（良）」「Avoid（劣）」「ランク無し」の4ランクに分けた。

## スタッフ

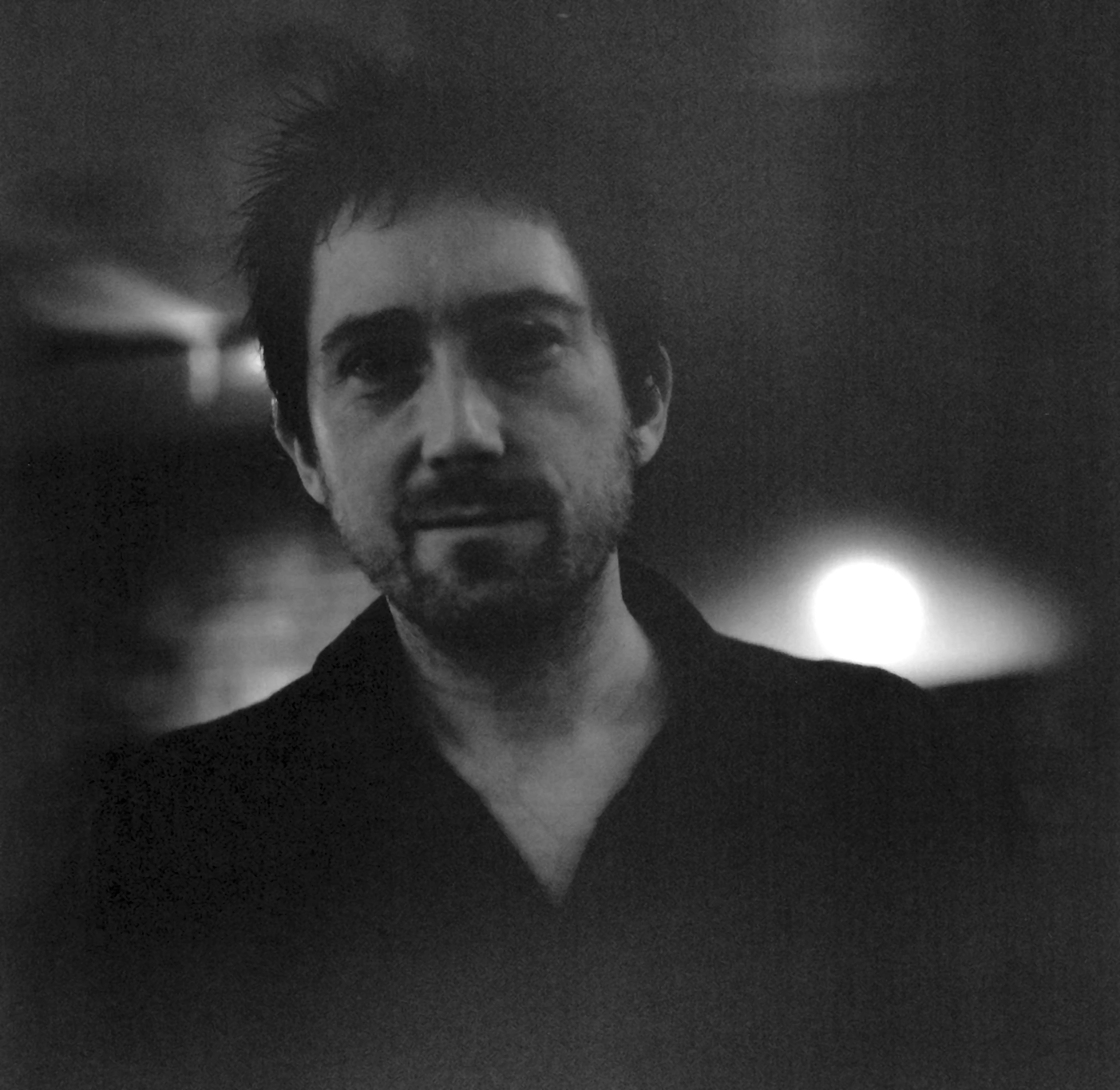
2002年から2008年までクリスタン・リードはユーロゲーマーの編集者だった

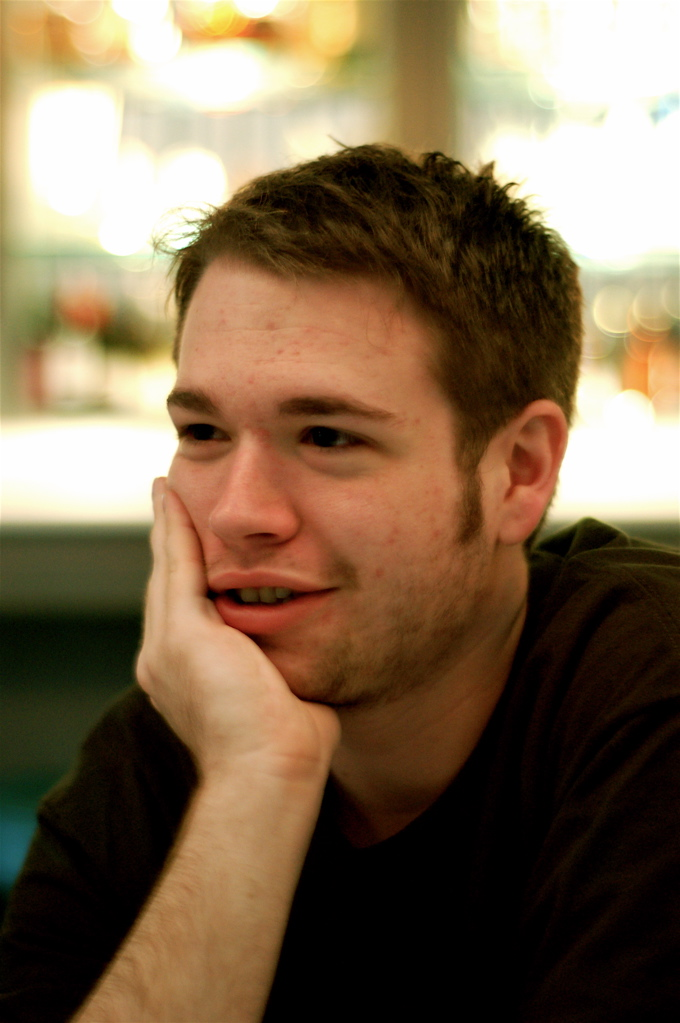
トム・ブラムウェルは2008年の初めからEurogamerの編集者となった。彼は2000年以来このサイトで働いていたが2014年に退社した。

Eurogamerの現在の編集者は2014年9月にトム・ブラムウェルから役職を引き継いだオリ・ウェルシュである。ブラムウェル以前の編集者はクリスタン・リードである。「PC Gamer」、「GamesTM」、「Edge」及び「Rock Paper Shotgun」の現役または元ライターがサイトに記事を投稿しており、ライターにはキウロン・ギレン ジム・ロシニョール 、ジョン・ウォーカー 、サイモン・パーキン 、アレック・ミーア 、リチャード・リードベター 及びダン・ホワイトヘッド の様な人々と「GamesIndustry.biz」の元編集者ロブ・ファイが含まれる。

### メディアにて
Eurogamerの創設者ルパート・ローマンは2007年2月にMCV誌からインタビューを受けた 。彼はまた、2007年8月19日にSunday Telegraphに掲載され、大学に通う代わりにEurogamerの経営を選ぶことで得た経験について話した。

### 賞
ゲームメディア賞では、Eurogamerは2007年にBest Games Website - News、Best Games Website - Reviews＆Featuresのカテゴリーを獲得した。この2つの賞は2008年に統合され、Best Games Websiteの新しい賞を毎回獲得した。2008年から2013年にかけて賞を受賞した唯一のウェブサイトである。
副編集長のトム・ブラムウェルは「Specialist Digital Media」でベストライター賞を獲得し、EurogamerTV編集者のジョニー・ミンキーは2007年にテレビまたはラジオでのベストゲーム専門放送賞を獲得した 。ニュース編集者のウェスリー・イン・プールは2014年にベストニュースライター賞を獲得した。
ルパート・ローマンは、Sussex Business Awardsで2003年の年間最優秀起業家賞を、「Media 2007」でObserverの「One to Watch」賞を受賞した。また、2008年10月にGrowing Business誌の30人の「Young Guns」の1人に選出された。

## 子会社
Eurogamerは、設立または買収したビデオゲーム関連ウェブサイトのGamer Network（Eurogamer Networkの略）ファミリーの主要サイトである。姉妹サイトの多くは、2006年から2012年にかけて言語/国固有のサイトから始まった。Eurogamerドイツを皮切りに2007年6月にEurogamerフランス、2008年5月にEurogamerポルトガル、2008年8月にEurogamerオランダ、2008年10月にEurogamerスペインとEurogamerイタリア、2009年3月にEurogamerルーマニア、2009年5月にEurogamerチェコ、 Eurogamerベルギーは2009年8月に、Eurogamerスウェーデンは2010年4月にEurogamerポーランドが2012年11月に設立された。2011年4月、EurogamerオランダとEurogamerベルギーが合併しEurogamerベネルクスが誕生した。 Eurogamerルーマニアは2011年に閉鎖した。2012年11月、Eurogamerはヨーロッパ以外の最初のサイトBrasilgamer（ブラジルゲーマー）を設立した。
Gamer Network傘下の他のサイトは以下を含む:
- GamesIndustry.biz、世界のビデオゲーム業界について報道するサイト。2008年5月に設立された。
- USGamer、メインのユーロゲーマーと同じ仕組みであるがアメリカのスタッフによって運営されている。2013年頃に設立された[16][17][18]。
- VG247、ビデオゲームニュースサイト。2008年にGamer Networkとパトリック・ギャレットの間で始まった。
- Mod DB、ビデオゲームのModのデーターベースサイト。2002年に設立され、2015年にGamer Networkに買収された[19]。
- Rock Paper Shotgun、イギリスベースのウェブサイトで主にパソコンゲームに専念している。2017年5月にGamer Networkが買収した[20]。

Eurogamerは2007年からDigital Foundryチャネルを運営している。Digital Foundryはビデオゲームのハードウェアとソフトウェアを技術レベルから評価し、度々異なるプラットフォーム間で同じゲームのパフォーマンスを比較している。